# Черквито (Терамо)
Черквито (итал. Cerquito) је насеље у Италији у округу Терамо, региону Абруцо.
Према процени из 2011. у насељу је живело 37 становника. Насеље се налази на надморској висини од 594 м.